# Louis Pierre Van Biesbroeck
Pour les articles homonymes, voir Van Biesbroeck.
Louis Pierre Van Biesbroeck ou van Biesbroeck (né 17 février 1839 à Gand, Belgique et mort le 11 mars 1919 à Uccle, est un sculpteur, un graveur, peintre et un ciseleur belge.

## Biographie

### Famille et formation
Louis Pierre (Lodewijk Pieter) Van Biesbroeck, né à Gand le 17 février 1839, est le troisième des dix enfants de Jacobus Josephus van Biesbroeck, ciseleur sur métaux, et de Julia Stephania Istas, couturière.
Il exerce, à l'instar de son père, le métier de ciseleur dès son plus jeune âge, tout en effectuant ses études à l'Académie des Beaux-Arts de Gand à partir de 1852, où son frère cadet Jules Evariste le rejoint,.
En 1864, il participe au Prix de Rome belge de sculpture, mais ne remporte aucun prix. Des bourses lui permettent de visiter Paris, Rome, Florence, Munich, Nuremberg et Berlin. En 1870, il épouse Pharaïldis Colpaert, avec qui il a cinq enfants, parmi lesquels Marguerite (1875-1966), artiste peintre et George Van Biesbroeck, astronome aux États-Unis.

### Carrière
De 1865 à 1902, Louis Pierre Van Biesbroeck participe régulièrement aux Salons de Gand (où il obtient une médaille d'or en 1880) et expose également fréquemment à Bruxelles (1881, 1887, 1890, 1893, 1900), mais moins à Anvers. À partir du 7 octobre 1875, il devient professeur de sculpture à l'Académie des Beaux-Arts de Gand, succédant à Pierre De Vigne-Quyo.
Il est également membre correspondant de la Commission royale des monuments, membre de la Commission provinciale des monuments et des paysages urbains de la ville de Gand et de la Société d'histoire et d'archéologie de la ville de Gand. Geo Verbanck et Jules Vits sont parmi ses élèves. En 1876, Louis Van Biesbroeck, se consacre à la réalisation, d'un char du Cortège historique de la pacification de Gand.
Louis Pierre Van Biesbroeck n’est pas un innovateur en matière de style. Artiste méticuleux et sincère, il adhère à des formes et des techniques classiques, qui conduisent souvent à l'impersonnalité et à l'archaïsme. Son académisme strict apparaît généralement comme froid et artificiel. Lorsque, en 1879, George Minne s'inscrit à l'Académie de Gand, il est défavorablement impressionné par l'enseignement traditionnel dispensé par le peintre Théodore Canneel et par Louis Van Biesbroeck.
Le 11 mars 1919, Louis Pierre Van Biesbroeck meurt, à l'âge de 80 ans à Uccle.

## Œuvres

### Œuvres
- Saint Joseph tenant par la main l'enfant Jésus, en mains privées, 1862 ;
- Thusnelda captive, Salon de Gand de 1877 ;
- Buste du sculpteur Alexandre Colin, entré aux collections des musées royaux des Beaux-Arts de Belgique en 1881 ;
- Buste du peintre Hubert Van Eyck (1882), conservé aux musées royaux des Beaux-Arts de Belgique.
- Excelsior, exposé au Salon de Bruxelles de 1893 et acquis par l'État pour les musées de province[7].

### Statuaire publique

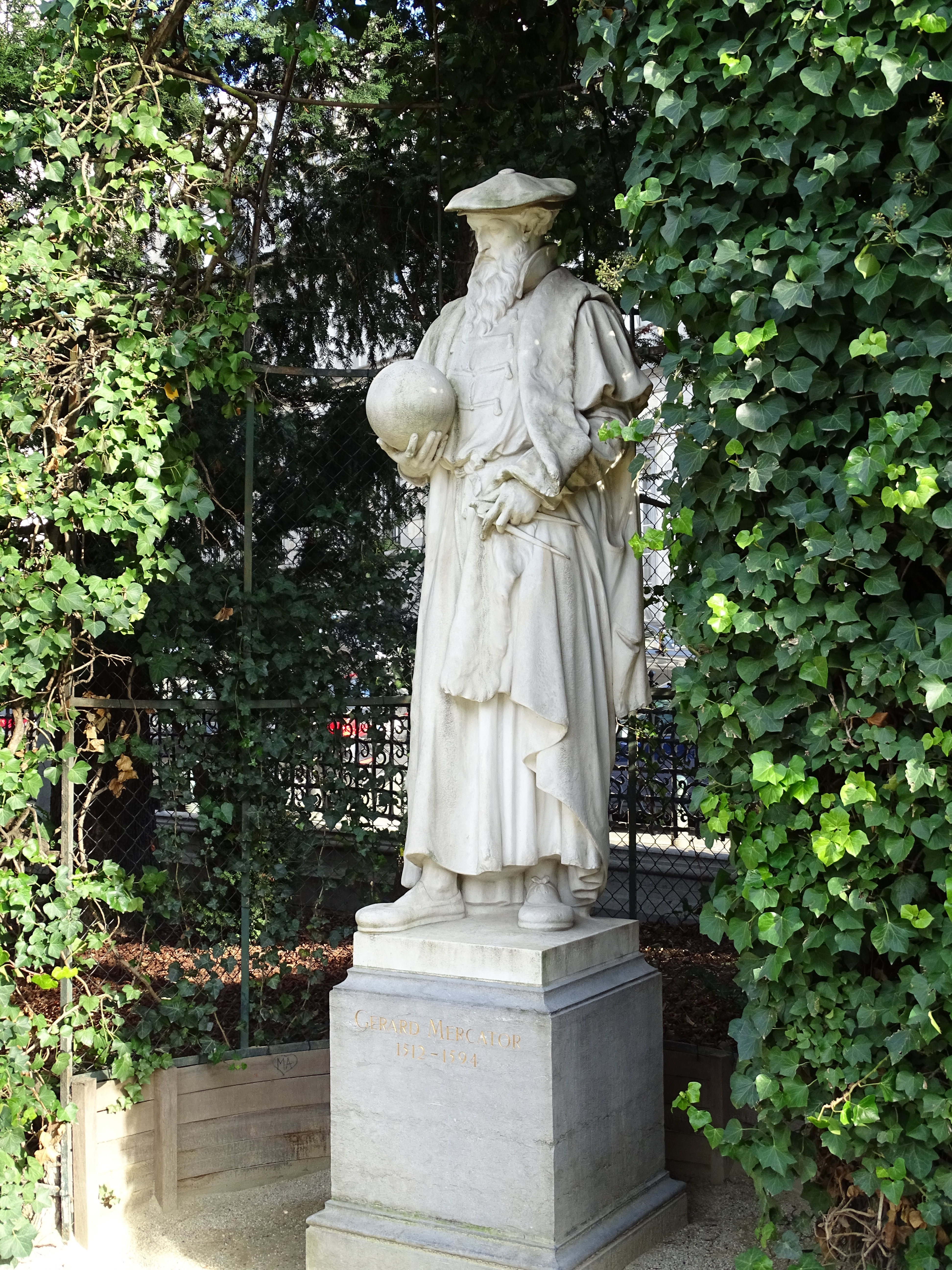
Statue de Mercator au Petit-Sablon à Bruxelles, 1890.

Du ciseau de Louis Van Biesbroeck sont issues trois sculptures représentant chacune un métier (gantier, doreur et cordonnier), ainsi que son Mercator qui ornent le square du Petit-Sablon de Bruxelles et ont été inaugurées en 1890.
D'autres œuvres de Van Biesbroeck, également bien connues, comme son Prométhée enchaîné (1881), sont conservées à la brasserie Excelsior de Gand et déplacées au parc de Gand, en 2021, lorsqu'une partie de la brasserie est démolie afin de créer des logements. Son Heureux pêcheur (1887) est conservé au Musée des Beaux-Arts de Gand, dont autres de ses sculptures ornent la façade : Art idéal et Art réaliste, tandis que deux sculptures décorent l'église Saint-Amand de Schendelbeke à Grammont.

## Distinction
- Chevalier de l'ordre de Léopold (4 mai 1881)[9].